# Anambé-branco-de-rabo-preto
O anambé-branco-de-rabo-preto (Tityra cayana) é uma espécie sul-americana de pássaro anambé. Tais animais medem cerca de 21 cm de comprimento.